# ヴァージル・フィンレイ

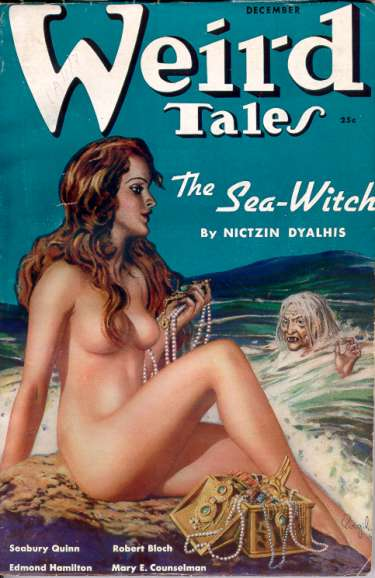
表紙を手掛けた、ウィアード・テイルズ1937年12月号

ヴァージル・ウォードゥン・フィンレイ（Virgil Warden Finlay、1914年7月23日 - 1971年1月18日）は、アメリカのイラストレーター。アメリカ合衆国ニューヨーク州ロチェスター生まれ。戦前から戦後にかけてファンタジー、SF、ホラーのパルプ・マガジンに多くの美麗な挿絵を発表した。
フィンレイが得意とした手法は、極細のペンによる高密度の点描とクロスハッチング（密度のある平行の直線を何重にも重ねて陰影に見せる技法）やスクラッチボード等で、非常な手間と時間がかかるものであったが、彼は35年の経歴中に2,600以上の作品を残した。作風の特徴としては、当時としては顕著な官能性が挙げられる。

## 経歴
高校時代のヴァージル・フィンレイは、絵画と詩に対する彼の情熱をその生涯に渡ってつぎ込むこととなるパルプ誌を見いだした。SFの『アメージング・ストーリーズ』誌（1927）と、ファンタジーとホラーの『ウィアード・テイルズ』誌（1928）である。
21歳のとき、彼は『ウィアード・テイルズ』誌の編集長ファーンズワース・ライト (Farnsworth Wright) に、出来栄えに自信のある6枚の絵を送付した。
最初ライトは、フィンレイの作品のようなとても細かく繊細な絵画が、ざらざらのパルプ紙にうまく印刷できるかどうか疑問視していた。しかしそれが可能であることがわかるとライトはフィンレイの作品を買い始めた。フィンレイの挿絵は、『ウィアード・テイルズ』誌1935年12月号でデビューし、1954年9月の最終号まで、合わせて62の号に掲載された。1937年2月から1953年3月号については19色印刷の多色刷り表紙を作成した。その後、他の雑誌に急速に仕事を広げ、彼はあっという間に人気イラストレーターとなった。
1938年、彼は『アメリカン・ウィークリー (The American Weekly) 』誌でエイブラハム・メリットのための仕事を始め、そのために、ロチェスターからニューヨークに転居した。
1938年11月16日、幼馴染のベヴァリー・スタイルズ (Beverly Stiles) と結婚。
しかし、大都市での生活と新しい仕事は決して順調なものではなかった。その証拠にこの時期の彼は二度クビにされ、二度再雇用されている。それでもフィンレイは、1938年から1943年までは同誌のスタッフとして、また1946年から1951年まではフリーランスのイラストレーターとして、同誌とメリットのために大小合わせて845点の作品を製作した。
フィンレイは、第二次世界大戦ではアメリカ陸軍に勤め、南太平洋戦線、特に沖縄での大規模な戦闘を目の当たりにした。復員後に画業を再開。SFの雑誌や書籍に多くの仕事をした。
1950年代以降、パルプ誌の市場は先細りになり、フィンレイは新たな発表の場として占星術専門誌を選んだ。
また、成人後は人生の全般にわたって詩作を続けたが、その作品のいずれも彼の生前に出版されることはなかった。
フィンレイは、1969年初めにガンの大手術を受ける。一時は仕事を再開できるまでに回復したがガンが再発し、1971年に死去する。56歳であった。

## 画集
- 『ヴァージル・フィンレイ幻想画集』大瀧啓裕編著、青心社、2016年　ISBN 978-4878924002